# Hermann Baisch

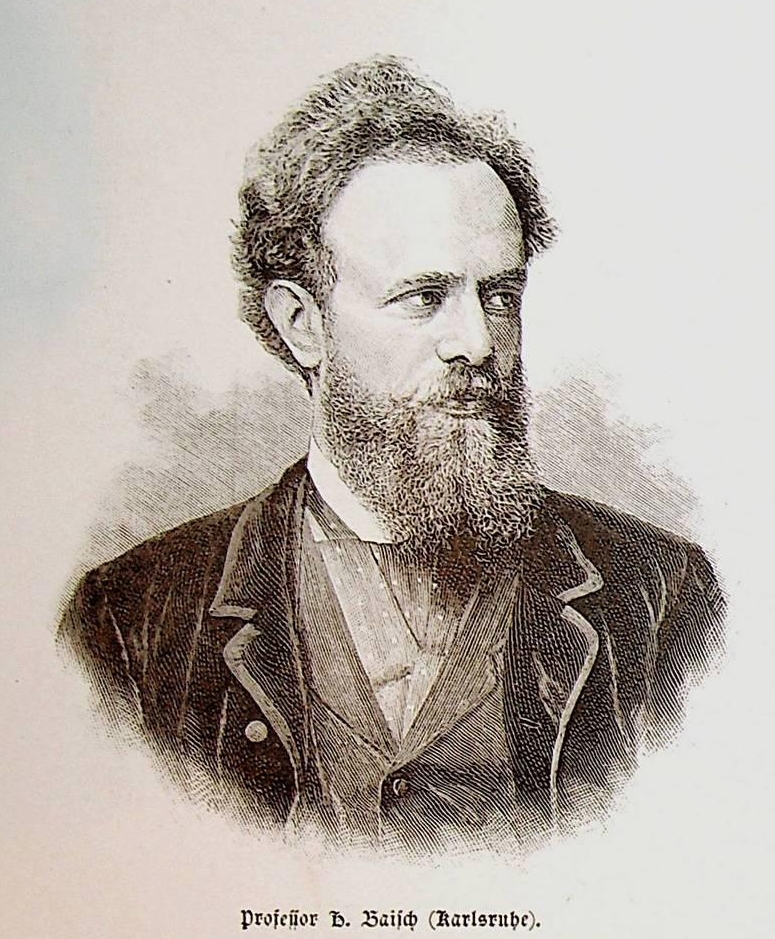
Hermann Baisch, 1885.

Hermann Baisch (* 12. Juli 1846 in Dresden; † 18. Juni 1894 in Karlsruhe) war ein deutscher Landschaftsmaler, Tiermaler und Radierer. Gemeinsam mit seinem Lehrer Adolf Lier und seinem Freund Gustav Schönleber gilt Baisch in Deutschland als Begründer einer neuen Stilrichtung, die sich an den französischen Freilichtmalern der „Paysage intime“ orientierte. Ihr Ziel war es, „die Natur zu erfassen wie sie ist und den einfachsten Motiven und Gegenständen durch die idealisierende Macht des Lichtes zu bedeutender Wirkung zu verhelfen“.

## Leben
Hermann Baisch wurde am 12. Juli 1846 in Dresden als Sohn des Lithographen Wilhelm Gottlieb Baisch (1805–1864) geboren, der dort in der Hofdruckerei C. C. Meinhold als künstlerischer Leiter arbeitete. Hermanns sechs Jahre älterer Bruder war der Schriftsteller, Redakteur, Lithograph und Maler Otto Baisch (1840–1892).
1852 zog die Familie nach Stuttgart, wo der Vater in einem eigenen Haus in der Neckarstraße 34b eine lithographische Anstalt einrichtete. Baisch absolvierte bei seinem Vater eine Lehre als Lithograph und studierte anschließend Malerei an der Kunstschule Stuttgart. Nach dem Tod des Vaters 1864 übernahm Baischs älterer Bruder Otto Baisch im Namen und auf Rechnung der Mutter die Leitung der lithographischen Anstalt.

### Paris
1868 ging Hermann Baisch nach Paris, wo er im Louvre die holländische Landschaftsmalerei und Tiermalerei studierte, unter anderem Paulus Potter  und Aelbert Cuyp. In Paris lernte er auch die Schule von Barbizon kennen, unter anderem Théodore Rousseau und Jules Dupré. Die jungen Freilichtmaler vertraten in der Landschaftsmalerei die neue Stilrichtung der „Paysage intime“, deren Vertreter sich einer realistischen Naturdarstellung verschrieben hatten.

### München
Von Herbst 1869 bis 1873 war Baisch Meisterschüler an der privaten Malschule des Landschaftsmalers Adolf Lier in München, der den Ideen der Paysage intime nahestand. An der Schule lernte er Gustav Schönleber kennen, mit dem ihn eine ähnliche Auffassung der Landschaftsmalerei verband. Er blieb bis zum Herbst 1881 in München und wohnte von 1870 bis 1877 in der Schwanthalerstraße 57 und der Kleestraße 6.
1873 gab Hermanns Bruder Otto Baisch die lithographische Anstalt in Stuttgart auf. Er verkaufte das elterliche Haus und die lithographische Anstalt, um sich zukünftig der Malerei zu widmen. Er ging nach München, wo Hermann bereits lebte, und  begann an der Akademie der Bildenden Künste das Studium der Malerei. Anders als Hermann war ihm als Maler jedoch kein Erfolg beschieden. Er wendete sich dem Journalismus zu und arbeitete hinfort als Redakteur, ab 1881 in Berlin und ab 1884 in Stuttgart.

### Karlsruhe
1880 übersiedelte Hermann Baisch nach Karlsruhe und trat 1881 die neugeschaffene Professur für Tiermalerei an der Großherzoglich-Badischen Kunstschule an, wo sein Freund Gustav Schönleber seit 1879 eine Professur für Landschaftsmalerei innehielt. In Karlsruhe belebte Baisch die seit den badischen Hofmalern Carl Kuntz und Rudolf Kuntz verwaiste Tiermalerei neu und brachte frische Impulse in die Landschaftsmalerei. Damit seine Schüler stets „vor der Natur“ arbeiten konnten, richtete er ein Freilichtatelier ein und ließ sogar eine Kuh und einige kleine Tiere anschaffen. Auf mehreren Reisen nach Holland entstanden viele Landschaftsbilder, ebenso in seinen letzten Lebensjahren auf Reisen in die Alpen. 1884/1885 und 1893/1894 war er Direktor der Kunstschule, die 1892 in Großherzoglich-Badische Akademie der Bildenden Künste umbenannt wurde. 1884, 1889 und 1893 war er Vorstand des Vereins bildender Künstler in Karlsruhe.
Baisch wirkte in Karlsruhe über 12 Jahre mit großem Erfolg, bevor ihn ein vorzeitiger Tod aus dem Leben riss. Die Familie wohnte bis 1885 in Mietwohnungen in der Westendstraße 47 und Kaiserstraße 160 und ab 1886 in einem eigenen Haus in der Seminarstraße 11 in fußläufiger Entfernung von der Kunstschule. Das zweigeschossige, vierachsige klassizistische Gebäude aus den 1870er Jahren steht unter Denkmalschutz.

### Lebensabend
Baisch heiratete 1875 in erster Ehe Julie Schönleber, eine Schwester von Gustav Schönleber. 1883 heiratete er in zweiter Ehe die Witwe Anna Cox (1863–1930). Baisch hatte 2 Söhne und 2 Töchter. Er starb nach kurzer, schwerer Krankheit kurz vor Vollendung seines 48. Lebensjahres am 18. Juni 1894 in Karlsruhe. Das Grab der Familie befindet sich auf dem Hauptfriedhof Karlsruhe.

## Werk

### Malerei
Werkliste: #Boetticher 1891, #AKL 1992, #Beringer 1908.
In den siebziger Jahren fand Baisch seine Motive in der oberbayerischen Landschaft.  Seine Bilder aus dieser Zeit sind durch einen goldgelben und silbergrauen Farbton geprägt. Oft wirken Baischs Landschaften dieser Zeit altmeisterlich mit einem „überlegten Farbauftrag“. Nach 1880 erweiterte er nach seinen Hollandreisen sein Repertoire um Seestücke, Strandbilder und Weidelandschaften. Seine Werke wirken jetzt breitflächiger, skizzenhafter und unbekümmerter, aber auch selbstbewusster und großzügiger. In allen Phasen seines Schaffens zeigte er eine Vorliebe für Tierstücke und die Verwendung von Tieren als Staffage, die, häufig in der Herde dargestellt, den landschaftlichen Raum bereichern.
Gemeinsam mit seinem Lehrer Adolf Lier und seinem Freund Gustav Schönleber gilt Baisch als Begründer einer neuen Stilrichtung, deren Ziel es war, „die Natur zu erfassen wie sie ist und den einfachsten Motiven und Gegenständen durch die idealisierende Macht des Lichtes zu bedeutender Wirkung zu verhelfen“.
| - Die Fütterung der Hühner, nach 1880. | - Am Wiesenrand. | - Kühe auf der Alm, 1884. |

| - Plausch auf dem Feld, 1893. - Seelandschaft, nach 1880. - Gänse am Dorfweiher, nach 1880. |

### Buchillustrationen
Nach dem Tod seines Bruders Otto 1892 gab Hermann Baisch zum Gedenken eine Sammlung von Otto Baischs Gedichten heraus, die er selbst illustrierte.
- Otto Baisch; Karl Liebrich (Herausgeber): Lieder und Sinnsprüche von Otto Baisch. Aus seinem Nachlaß herausgegeben. Mit Porträt des Dichters, Federzeichnungen. und Radirungen von Hermann Baisch. Stuttgart : Deutsche Verlags-Anstalt, 1894.
- Künstlerlaunen: 33 Zeichnungen ; mit alten und neuen Gedichten. Von H. Baisch, W. Diez, F. A. Kaulbach, Hugo Kauffmann, Br. Piglhein, Rud. Seitz … München :  Bassermann, 1879, online. – 2 Zeichnungen von Hermann Baisch: Seite 10, 15.

| - Vignette aus „Lieder und Sinnsprüche“, 1894. | - Zum Wasser, Zeichnung aus „Künstlerlaunen“, 1879. |

## Ehrungen
Quelle: #Boetticher 1891.
- 1881: Goldene Erzherzog Ludwig Medaille, Wien.
- 1886: Ordentliches Mitglied der königlichen Akademie der Bildenden Künste in Berlin.
- 1888: Ehrenmitglied der Münchener Kunstakademie.
- 1888: Ehrenmitglied der Wiener Kunstakademie.
- 1902: Benennung der Zugangsstraße zu der nördlich der Stephanienstraße gelegenen Jugendstilsiedlung Hermann Billings als Baischstraße.[11]